# Gambiran (Pager Wojo)
Gambiran is een bestuurslaag in het regentschap Tulungagung van de provincie Oost-Java, Indonesië. Gambiran telt 1676 inwoners (volkstelling 2010).